# Chelsea Hodges
Chelsea Hodges (født 27. juni 2001) er en australsk svømmer.
I 2021 repræsentererede hun Australien under sommer-OL 2020 i Tokyo og vandt guldmedalje i 4 × 100 m medley.

## Referanser
1. ↑  "Chelsea Hodges". Olympedia. Hentet 25. juli 2021.
2. ↑  "Swimming – Women's 4 x 100m Medley Relay - Heats - Results Summary" (PDF) (engelsk). olympics.com. 30. juli 2021. Arkiveret fra originalen (PDF) 24. august 2021. Hentet 2021-08-15.
3. ↑  "Swimming – Women's 4 x 100m Medley Relay - Final - Results" (PDF) (engelsk). olympics.com. 1. august 2021. Arkiveret fra originalen (PDF) 1. august 2021. Hentet 2021-08-15.